# Bischofspalast (Lauterbourg)

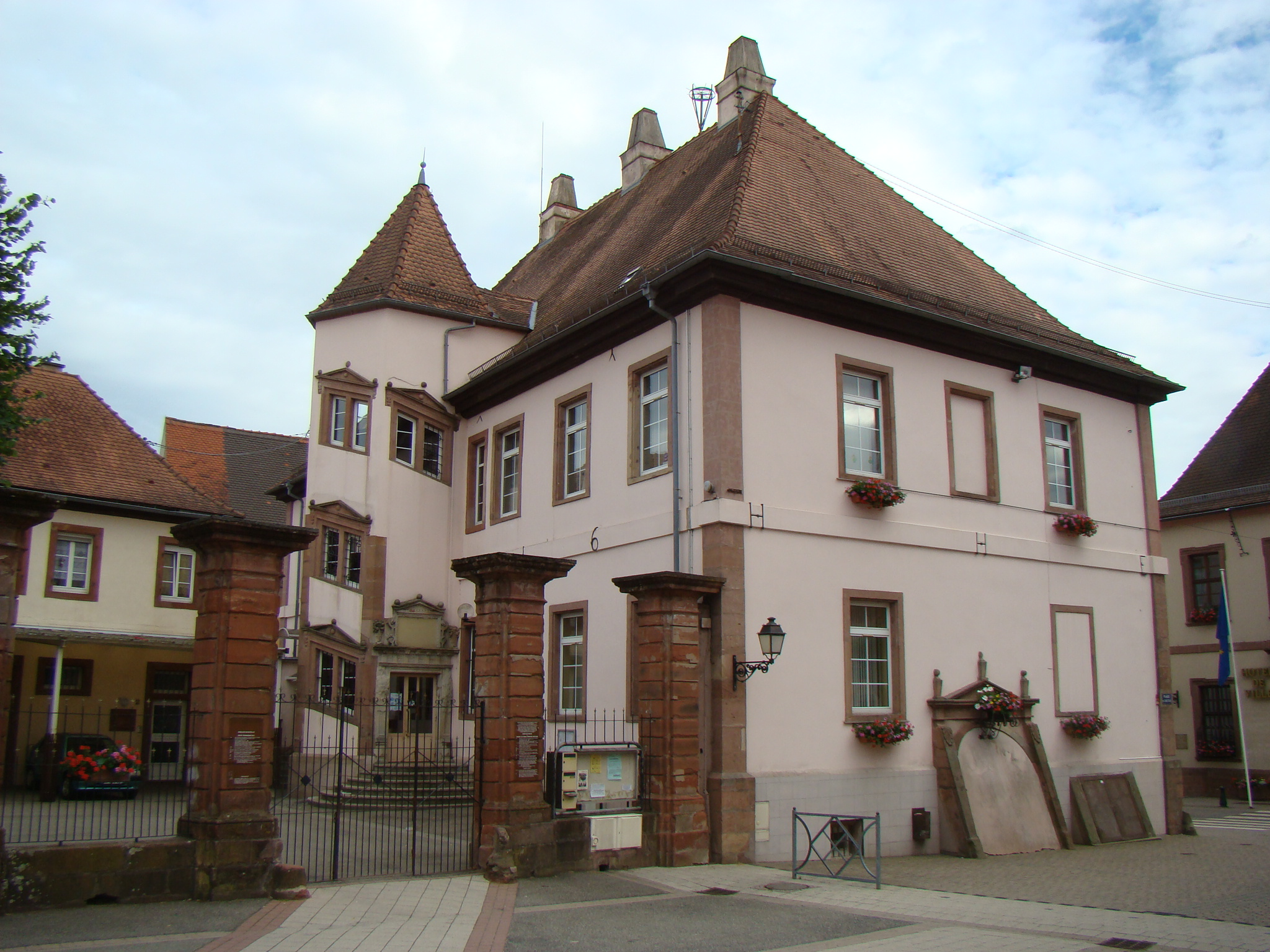
Ehemaliger Bischofspalast in Lauterbourg

Der ehemalige Bischofspalast in Lauterbourg im Elsass war eine Residenz der Speyrer Bischöfe. Das Gebäude ist als Baudenkmal (Monument historique) geschützt.
Das Gebäude wurde nach der Zerstörung des Lauterburger Schlosses 1716 durch Bischof Heinrich Hartard von Rollingen errichtet. 1738/39 errichtete die Stadt Lauterbourg in der Nachbarschaft eine Kaserne. 1765 wurde das Gebäude zum Gerichtssitz der Speyerischen Administration, 1770 zum Sitz einer Amtskellerei. Nach der Französischen Revolution war das Gebäude von 1809 bis 1870 die Wohnung des Platzkommandanten, woher die Bezeichnung Kommandantenhaus rührt. Im Deutsch-Französischen Krieg 1870/71 befand sich ein Militärlazarett im Gebäude, anschließend kam es in den Besitz der Schulverwaltung. Von 1874 an befand sich in dem Gebäude eine zweiklassige Präparandenschule. 1938 erwarb die Stadt Lauterbourg den ehemaligen Bischofspalast samt seinen Nebengebäuden. Von 1940 bis 1960 wurde die Anlage zur Unterbringung von kriegsgeschädigten Familien genutzt. Seit 1960 dient das Gebäude als Schulhaus.